# Premios Quiero
Los Premios Quiero son galardones otorgados anualmente por la cadena de televisión argentina Quiero música en mi idioma dedicada a la emisión de vídeos musicales. Los premios reconocen la excelencia artística audiovisual de la música de habla hispana mediante la votación del público.
Desde su primera edición, los galardones se emiten como un programa de televisión especial, donde los encargados de presentar la ceremonia suelen ser dos conductores del canal y los ganadores son mostrados a través de vídeos agradeciendo el reconocimiento. La estatuilla se caracteriza por ser una «Q» mayúscula, la cual representa el logo del canal que transmite los premios y se encuentra apoyada sobre una base, en la cual figura una placa con el nombre de alguna de las categorías que se otorgan.

## Historia
La primera entrega fue emitida en el año 2009 en Argentina por el canal Quiero música en mi idioma como un programa de televisión especial, cuya modalidad se fue sosteniendo hasta la actualidad y en el cual sus presentadores han ido variando. En su primera edición, resultaron ser ganadores Shakira (mejor vídeo del año por «Loba» y mejor artista femenina por su álbum Loba), Axel (mejor artista masculino por su álbum Universo), Miranda! (mejor vídeo banda por «Mentía»), No Te Va Gustar (mejor vídeo rock por «El camino»), Ricardo Arjona (mejor vídeo melódico por «Sin ti... sin mí»), Carlos Baute y Marta Sánchez (mejor vídeo pop por «Colgando en tus manos»), Daddy Yankee (mejor vídeo urbano por «Llamado de emergencia») y Gustavo Cerati (mejor vídeo vanguardia por «Déjà vu»).

## Ceremonias y principales ganadores
| N.º  | Año  | Presentador(es)   | Presentador(es) | Vídeo del año                                       | Vídeo artista masculino                 | Vídeo artista femenina                  |
| ---- | ---- | ----------------- | --------------- | --------------------------------------------------- | --------------------------------------- | --------------------------------------- |
| 1.ª  | 2009 | Bárbara Attias    | Juani Martínez  | «Loba» - Shakira                                    | Universo - Axel                         | Loba - Shakira                          |
| 2.ª  | 2010 | Bárbara Attias    | Juani Martínez  | «Yerbatero» - Juanes                                | «Guapa» - Diego Torres                  | «Loca» - Shakira                        |
| 3.ª  | 2011 | Bárbara Attias    | Juani Martínez  | «Muñeco de Haití» - Babasónicos                     | «No alcanzan las flores» - Diego Torres | «Ingenua» - Dulce María                 |
| 4.ª  | 2012 | Caro Ibarra       | Juani Martínez  | «¡Corre!» - Jesse & Joy                             | «Todo mi mundo» - Axel                  | «En el amor hay que perdonar» - Belinda |
| 5.ª  | 2013 | Florencia Ventura | Juani Martínez  | «Ciudad mágica» - Tan Biónica                       | «El buzón de tu corazón» - Carlos Baute | «Tú ya no estás» - Coki Ramírez         |
| 6.ª  | 2014 | Florencia Ventura | Juani Martínez  | «La luz» - Juanes                                   | «Corazón en la maleta» - Luis Fonsi     | «A bailar» - Lali                       |
| 7.ª  | 2015 | Florencia Ventura | Juani Martínez  | «¿Y qué?» - Axel                                    | «Juntos» - Juanes                       | «Del otro lado» - Lali                  |
| 8.ª  | 2016 | Florencia Ventura | Juani Martínez  | «No soy una de esas» - Jesse & Joy y Alejandro Sanz | «Como te extraño» - Abel Pintos         | «Soy» - Lali                            |
| 9.ª  | 2017 | Uma Saponaro      | Cris Vanadía    | «Reggaetón lento» - CNCO                            | «Que nos animemos» - Axel               | «Si tú te vas» - Tini                   |
| 10.ª | 2018 | Caro Ibarra       | Cris Vanadía    | «Sólo yo» - CNCO                                    | «Mariposa» - Abel Pintos                | «1, 2, 3» - Sofía Reyes                 |
| 11.ª | 2019 | Brenda Di Aloy    | Cris Vanadía    | «22» - Tini y Greeicy                               | «Cien años» - Abel Pintos               | «22» - Tini y Greeicy                   |
| 12.ª | 2020 | Brenda Di Aloy    | Cris Vanadía    | «Tusa» - Karol G y Nicki Minaj                      | «Favorito» - Camilo                     | «High (Remix)» - María Becerra          |
| 13.ª | 2021 | Brenda Di Aloy    | Cris Vanadía    | «Vida de rico» - Camilo                             | «Eres perfecta» - Luciano Pereyra       | «Casualidad» - Sofía Reyes              |
| 14.ª | 2022 | Daiana Quiroz     | Germán Oberti   | «La bachata» - Manuel Turizo                        | «Carretera y manta» - Pablo Alborán     | «Cuatro veinte» - Emilia                |
| 15.ª | 2023 | Germán Oberti     | Juliana Kawka   | «Corazón vacío» - María Becerra                     | «Mejor que ayer» - Diego Torres         | «Corazón vacío» - María Becerra         |
| 16.ª | 2024 | Germán Oberti     | Juliana Kawka   | «Hola perdida» - Luck Ra y Khea                     | «Mi corazón» - Tiago PZK                | «Baum baum» - Lali                      |

## Categorías
Los premios Quiero se otorgan en una serie de categorías, las cuales incluyen rubros generales y otras se dividen según género musical. Actualmente se premian 12 categorías repartidas en diversos géneros musicales contando las generales.
Generales
- Mejor vídeo del año
- Mejor vídeo artista masculino
- Mejor vídeo artista femenina

Específicas
- Mejor vídeo rock
- Mejor vídeo pop
- Mejor vídeo urbano
- Mejor vídeo melódico
- Mejor vídeo de fiesta
- Mejor vídeo rap / trap / hip hop
- Mejor encuentro extraordinario
- Mejor músico influencer
- Mejor vídeo banda

### Premios especiales
Además de las categorías competitivas, el canal presenta en ocasiones premios especiales:
- Mejor tema de telenovela
- Trayectoria

### Categorías descontinuadas
- Mejor vídeo vanguardia
- Mejor director
- Mejor vídeo reggae
- Mejor participación en vídeo
- Mejor vídeo para enamorarse
- Mejor video en vivo
- Mejor coreografía
- Mejor canal de YouTube
- Mejor vídeo desde casa